# Piotr Kołodziejczak
Piotr Kołodziejczak (ur. 1957 w Warszawie) – polski pisarz, kompozytor i dziennikarz, autor siedmiu powieści wydanych nakładem wydawnictwa Borgis.

## Życiorys
W 1977 roku rozpoczął studia na Wydziale Filozofii Uniwersytetu Warszawskiego, a po zdaniu egzaminu wyjechał do Rostowa nad Donem, gdzie kontynuował studia (specjalizacja: logika). Po ukończeniu studiów w 1982 roku rozpoczął pracę jako dziennikarz, zajmując się przede wszystkim dziennikarstwem sportowym i tłumaczeniami. Po kilku latach przyjęty został do Stowarzyszenia Dziennikarzy Rzeczypospolitej i Stowarzyszenia Tłumaczy Polskich. Autor siedmiu powieści, poruszających tematykę obyczajową, dotyczącą m.in. małżeństwa, związków damsko-męskich, spełnienia zawodowego i sytuacji kobiet we współczesnym świecie. Autor muzyki do piosenek Uliashy.

## Publikacje
- 2004 – Wschody do nieba (ISBN 978-83-85284-78-9)
- 2005 – Klępy śpią (ISBN 978-83-85284-79-6)
- 2008 – Nie rób mi tego (ISBN 978-83-85284-74-1)
- 2009 – Puść już mnie (ISBN 978-83-85284-84-0)
- 2009 – Bo wiesz... (ISBN 978-83-85284-84-0)
- 2011 – Kobieta niespodzianka (ISBN 978-83-85284-96-3)
- 2013 – W kajdankach namiętności; kryminał (ISBN 978-83-62993-06-2)